# ULS Airlines Cargo
ULS Airlines Cargo (была известна под именем Kuzu Airlines Cargo) — турецкая грузовая авиакомпания. Базовый аэропорт авиакомпании — Стамбульский аэропорт имени Ататюрка.

## История
В 2004 году была создана авиакомпания Baron Air Cargo. Флот авиакомпании состоял из одного самолёта Airbus A300. В том же году она была переименована в Kuzu Cargo Airlines.
В 2008 году Джабраил Караарслан, один из сооснователей ULS Global, инициировал сделку по приобретению авиакомпании Kuzu Cargo Airlines.
3 июля 2009 авиакомпания сменила название на ULS Airlines Cargo.
В декабре 2018 года все три Airbus A310, принадлежащие ULS Airlines Cargo, были арендованы авиакомпанией Turkish Airlines.
В феврале 2020 года авиакомпания заявила желании начать заниматься пассажирскими перевозками из аэропорта Антальи. Для этого планируется приобрести два Airbus A330.
Также в начале 2020 года стало известно о планах приобрести Airbus A321.

## Флот
Флот, по состоянию на 2020 год состоит из трёх самолётов. Все они арендуются авиакомпанией Turkish Airlines.
| ВС               | Эксплуатируются | Заказы | Примечания                  |
| ---------------- | --------------- | ------ | --------------------------- |
| Airbus A310-300F | 3               | —      | Арендованы Turkish Airlines |
| Итого            | 3               | —      |                             |

- Airbus A300 в ливрее Baron Air Cargo
- Airbus A300 в ливрее Kuzu Airlines Cargo
- Airbus A300 в старой ливрее ULS Airlines Cargo
- Airbus A310 в новой ливрее ULS Airlines Cargo

## Инциденты и происшествия
- 31 декабря 2012 самолёт авиакомпании выполнявший рейс из Ганы в Дубай с посадкой в Стамбуле, был арестован турецкими властями. Причиной задержки было указано — отсутствие документов на груз у экипажа.На борту находилось 1,5 тонны золота, однако по другой информации это были образцы минералов[уточнить][9][10][11].

- В 2016 году авиакомпания, как часть ULS Global, подозревалась в участии в нелегальных схемах доставки товара в Россию[12].